# La Mure
La Mure – miejscowość i gmina we Francji, w regionie Owernia-Rodan-Alpy, w departamencie Isère.
Według danych na rok 1990 gminę zamieszkiwało 5480 osób, a gęstość zaludnienia wynosiła 658 osób/km² (wśród 2880 gmin regionu Rodan-Alpy La Mure plasuje się na 158. miejscu pod względem liczby ludności, natomiast pod względem powierzchni na miejscu 1253.).
W La Mure urodził się św. Piotr Julian Eymard (1811-1868) prezbiter i założyciel zgromadzenia zakonnego Eucharystów - kapłanów od Najświętszego Sakramentu.